# Valdomiro Vaz Franco
Valdomiro Vaz Franco, conegut simplement com a Valdomiro, (Criciúma, 17 de febrer de 1946) és un exfutbolista brasiler de la dècada de 1970.

## Trajectòria esportiva
Disputà 17 partits amb la selecció del Brasil entre 1973 i 1977, i marcà 5 gols. Participà en el Mundial de 1974, on disputà sis partits i marcà un gol.
Pel que fa a clubs, destacà a l'Internacional de Porto Alegre, on guanyà 10 campionats de Rio Grande do Sul i 3 brasilers. Marcà un gol en la victòria final del campionat brasiler de 1976 sobre Corinthians, També jugà al Millionarios colombià.

## Palmarès
- Campionat brasiler de futbol:
  - 1975, 1976, 1979
- Campionat catarinense:
  - 1968
- Campionat gaúcho:
  - 1969, 1970, 1971, 1972, 1973, 1974, 1975, 1976, 1978, 1982